# Nœux-les-Mines
Nœux-les-Mines ist eine französische Gemeinde mit 11.384 Einwohnern (Stand 1. Januar 2022) im Département Pas-de-Calais in der Region Hauts-de-France. Sie ist Hauptort des gleichnamigen Kantons mit rund 25.000 Einwohnern.

## Geschichte
Der erste bekannte Name des heutigen Nœux-les-Mines war im 4. Jahrhundert Vitris. Diese Siedlung wurde 882 von den Normannen zerstört. Im 10. Jahrhundert wurde an gleicher Stelle ein neues Dorf aufgebaut, das Noewe benannt wurde.
Es lag in der kleinen Provinz La Gohelle, die selbst zur Provinz Artois gehörte. In der Umgebung des Dorfes wurde vor allem Landwirtschaft betrieben, es gibt aber auch Anzeichen, dass verwandte Tätigkeiten wie Müllerei, Zuckerfabrikation oder Bierbrauen ausgeübt wurden.
Aufgrund von Schreibfehlern wurde aus Noewe im Laufe der Zeit zunächst Noeux-lez-Béthune. Nachdem 1850 ein unterirdisches Kohlevorkommen entdeckt und 1851 mit den Arbeiten an der ersten Kohlegrube begonnen wurde – zu diesem Zeitpunkt hatte Noeux etwa 1100 Einwohner –, erhielt der Ort 1887 seinen heutigen, auf den Bergbau bezogenen Namen. Die Gemeinde erlebte seither einen starken Zuwachs an Einwohnern bis auf 14070 im Jahre 1962. Die Kohlegruben wurden zwischen 1956 und 1968 geschlossen.
Eine der alten Halden wurde zu einer künstlichen Skipiste umgebaut, die 1996 in Betrieb ging.

## Persönlichkeiten
Nœux-les-Mines war ab 1925 Wohnort des in Polen geborenen französischen Malers Ladislas Kijno.
- Ulysse Delécluse (1907–1995), Klarinettist und Musikpädagoge
- Raymond Kopa (1931–2017), Fußballspieler